# ハイペリオン (宝塚歌劇)
『ハイペリオン』は宝塚歌劇団の舞台作品。花組公演。形式名は「ショー」。本公演は20場。作・演出は中村暁。東京公演における鈴懸三由岐は病気のため休演。本公演における併演作品は『花は花なり』。

## 公演期間と公演場所
- 1996年1月1日 - 2月12日（新人公演：1月23日）　宝塚大劇場[1]
- 1996年4月4日 - 4月30日（新人公演：4月16日）　東京宝塚劇場[2]

## 解説
※『宝塚歌劇100年史（舞台編）』の宝塚大劇場公演参考。
ギリシア神話の神の「ハイペリオン（高き者たちの意）」の名前から取った、美しくもダイナミックショー作品。ハイペリオンの降誕を讃える「プロローグ」、美術館の彫刻たちが画家の青年の思いによって動き出す「ピグマリオン」、笛の音によって古代の世界に導かれる「古代の夢」・・・などストーリー仕立てのバラエティ・ショー。

## スタッフ
※氏名の後ろに「宝塚」「東京」の文字がなければ両劇場共通。
- 作曲・編曲：吉田優子/高橋城/西村耕次
- 作詞・作曲：米米CLUB
- 音楽指揮：野村陽児（宝塚）、清川知己（東京）
- 演奏：東宝オーケストラ（東京）
- 振付：羽山紀代美/尚すみれ/御織ゆみ乃/川原あけ未
- 装置：大橋泰弘
- 衣装：任田幾英
- 照明：今井直次
- 音響：加門清邦
- 小道具：万波一重
- 効果：切江勝
- 彫刻美術：水無川リナ
- 演出助手：木村信司/荻田浩一
- 装置補：新宮有紀
- 衣装補：田口美香
- 舞台監督：佐田民夫（東京）/伏見悦男（東京）/砂川幸子（東京）/柴田尚（東京）/星恵（東京）
- 舞台進行：西原徳充
- 演奏：宝塚管弦楽団
- 制作：久保孝満
- 製作担当：津村健二（東京）
- 演出担当（新人公演）：荻田浩一

## 主な配役
※氏名の後ろに「宝塚」「東京」の文字がなければ両劇場共通。

### 本公演
- ハイペリオン、パイレーツS、エメラルド・男、ダイヤ・スター、ドラキュラ、歌手S、フィナーレの男S - 真矢みき
- プロローグの女S、ルビー、カーミラ、ロックンロールの女S、フィナーレの女S - 純名里沙
- プロローグの男A、エリック、サファイア、ダイヤの男A、ブルースの女S、パレードの歌手 - 愛華みれ
- プロローグの男A、レオナルド、トパーズ、ダイヤの男A、ジャズの女S、パレードの歌手 - 紫吹淳（宝塚）
- プロローグの男B、パイレーツA、タンゴの女S、パレードの歌手 - 海峡ひろき
- プロローグの男B、リザードA、エメラルド・女、ヤングブルー・男、パレードの歌手 - 匠ひびき
- ビーナス - 朝海ひかる

東京の変更点
- 新場面：青年、歌手男S、デュエット男 - 真矢みき
- 歌手女S、デュエット女 - 純名里沙
- 新場面：タナトスA、トパーズ - 海峡ひろき
- ジャズの女S - 匠ひびき

### 新人公演
- パイペリオン、パイレーツS、エメラルド・男、ダイヤ・スター、ドラキュラ、歌手S - 伊織直加
- プロローグの女S、ヤング・ブルー・女 - 千紘れいか
- プロローグの男A、エリック、タンゴの女S、ヤング・ブルー・男 - 春野寿美礼
- プロローグの男A、レオナルド、サファイア - 真由華れお
- リザードA、ジャズの女S - 音羽椋（宝塚）
- ビーナス - 蘭香レア
- トパーズ - 朝海ひかる
- カーミラ、ロックンロールの女S - 大鳥れい
- ルビー - 幸美杏奈
- ダイヤの男A - 香織ゆたか
- ダイヤの男A、ブルースの女S - 千波ゆう

東京の変更点
- 新場面・青年 - 真由華れお
- 新場面・タナトスA - 香織ゆたか
- リザードA - 瀬奈じゅん
- ジャズの女S - 朝海ひかる
- デュエット男 - 伊織直加
- デュエット女 - 千紘れいか